# Höhmannhaus

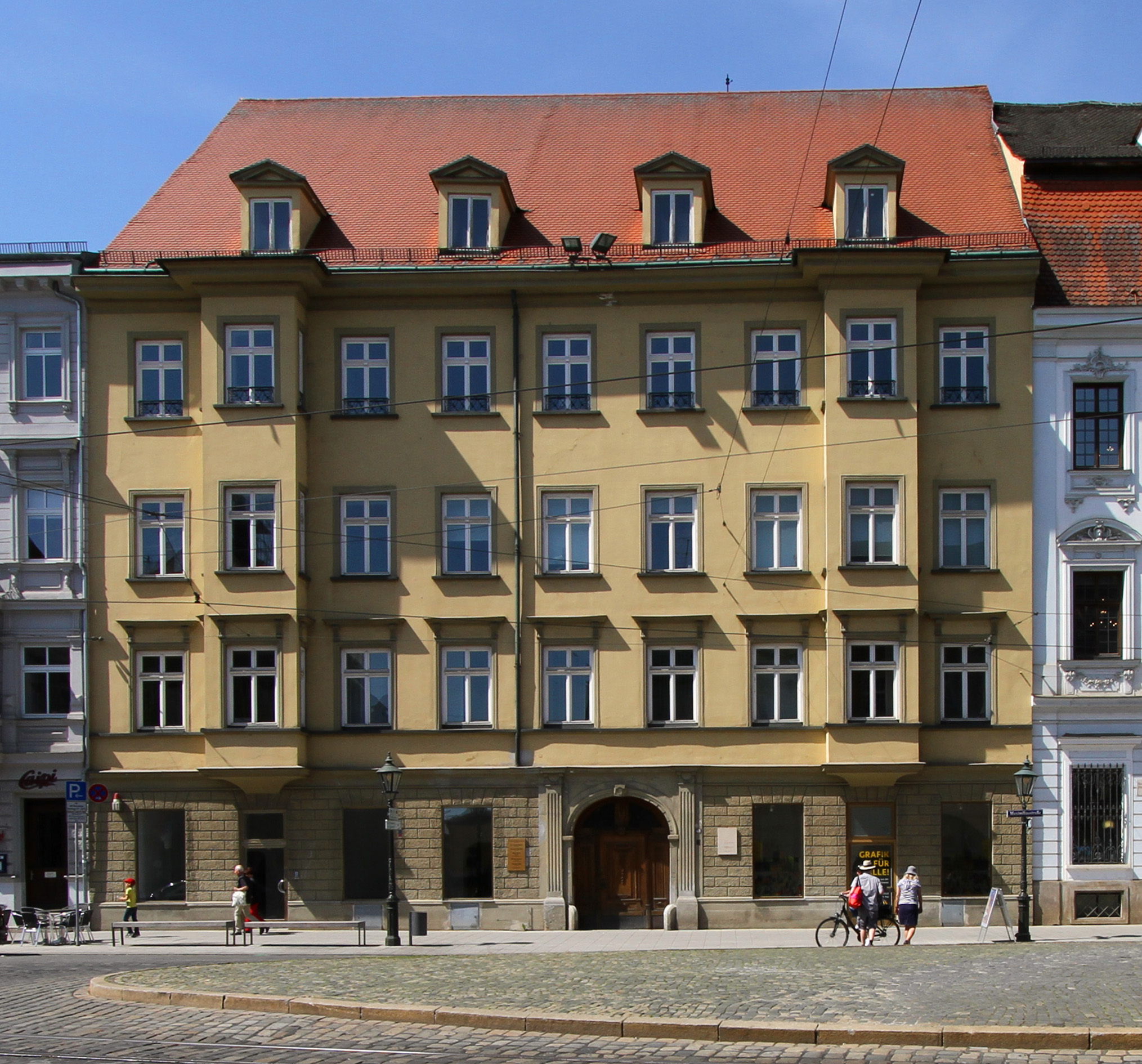
Das Höhmannhaus in der Augsburger Maximilianstraße (2018)

Das Höhmannhaus ist ein ehemaliges Bürgerhaus in der Augsburger Innenstadt. Es befindet sich in der Maximilianstraße (Hausnummer 48 bzw. bis 1938 Litera B 17) und grenzt nördlich unmittelbar an das Schaezlerpalais an.
In der Zeit seines Bestehens gab es mehrere private Eigentümer; zuletzt die Familie Höhmann. Bekannt ist es auch als Castellsches Palais. Der Name geht auf den ehemaligen Eigentümer Friedrich Magnus zu Castell-Remlingen zu Beginn des 18. Jahrhunderts zurück. Seit 2004 gehört das Haus der Stadt Augsburg und wird zum Teil als Kunstgalerie (Neue Galerie im Höhmannhaus) und Restauratorenwerkstätte genutzt. Im Erdgeschoss befindet sich zudem seit 2011 das Grafische Kabinett, in dem regelmäßig Wechselausstellungen mit Werken aus dem Bestand der Grafischen Sammlung der Stadt Augsburg stattfinden. Die Wohnungen in den Obergeschossen sind vermietet.
Aufgrund seiner historischen Bedeutung und der alten Bausubstanz ist das Gebäude als Baudenkmal in der Bayerischen Denkmalliste eingetragen.

## Beschreibung

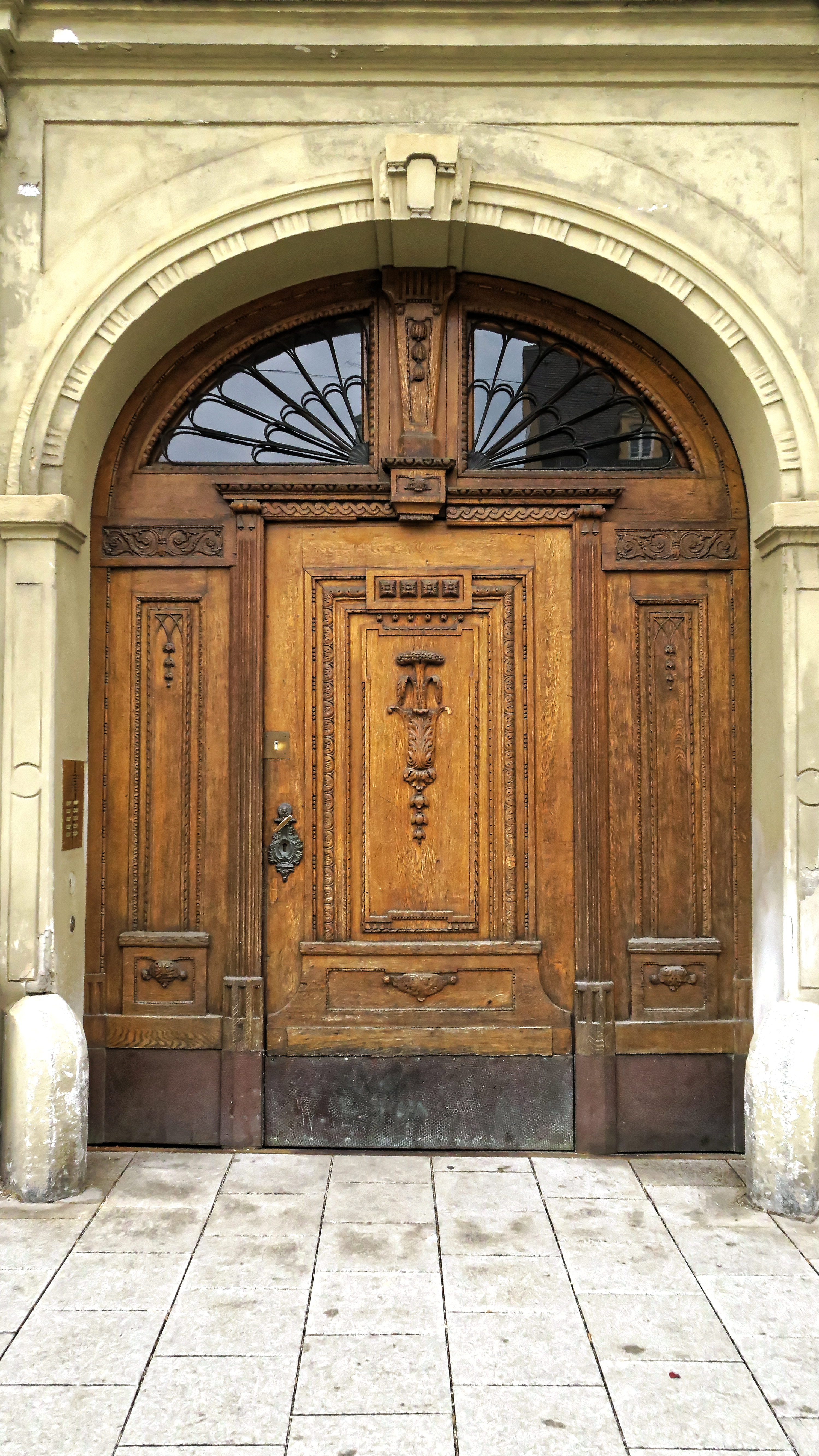
Tor an der Maximilianstraße

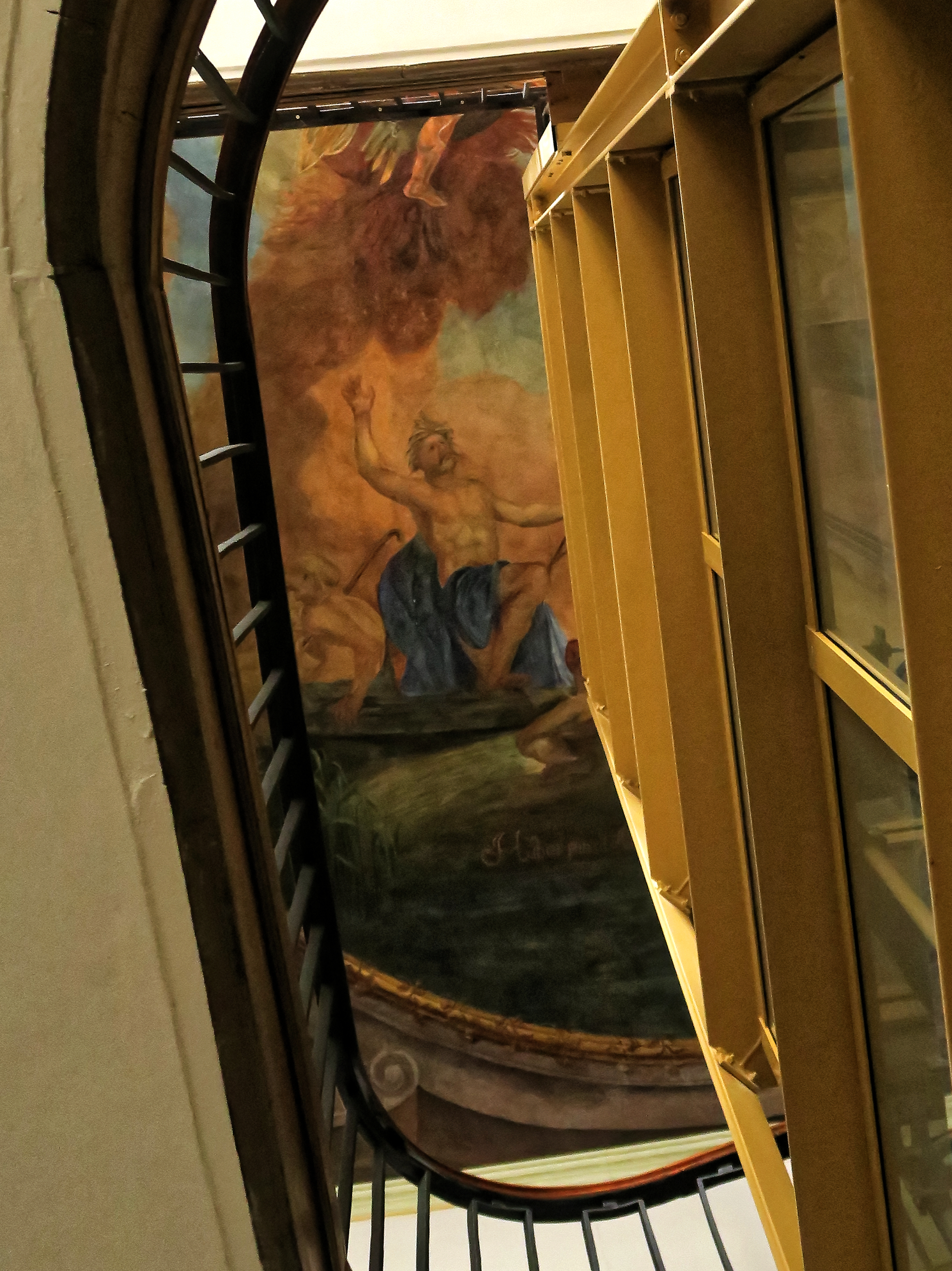
Deckenfresko von Johann Joseph Anton Huber im Treppenhaus

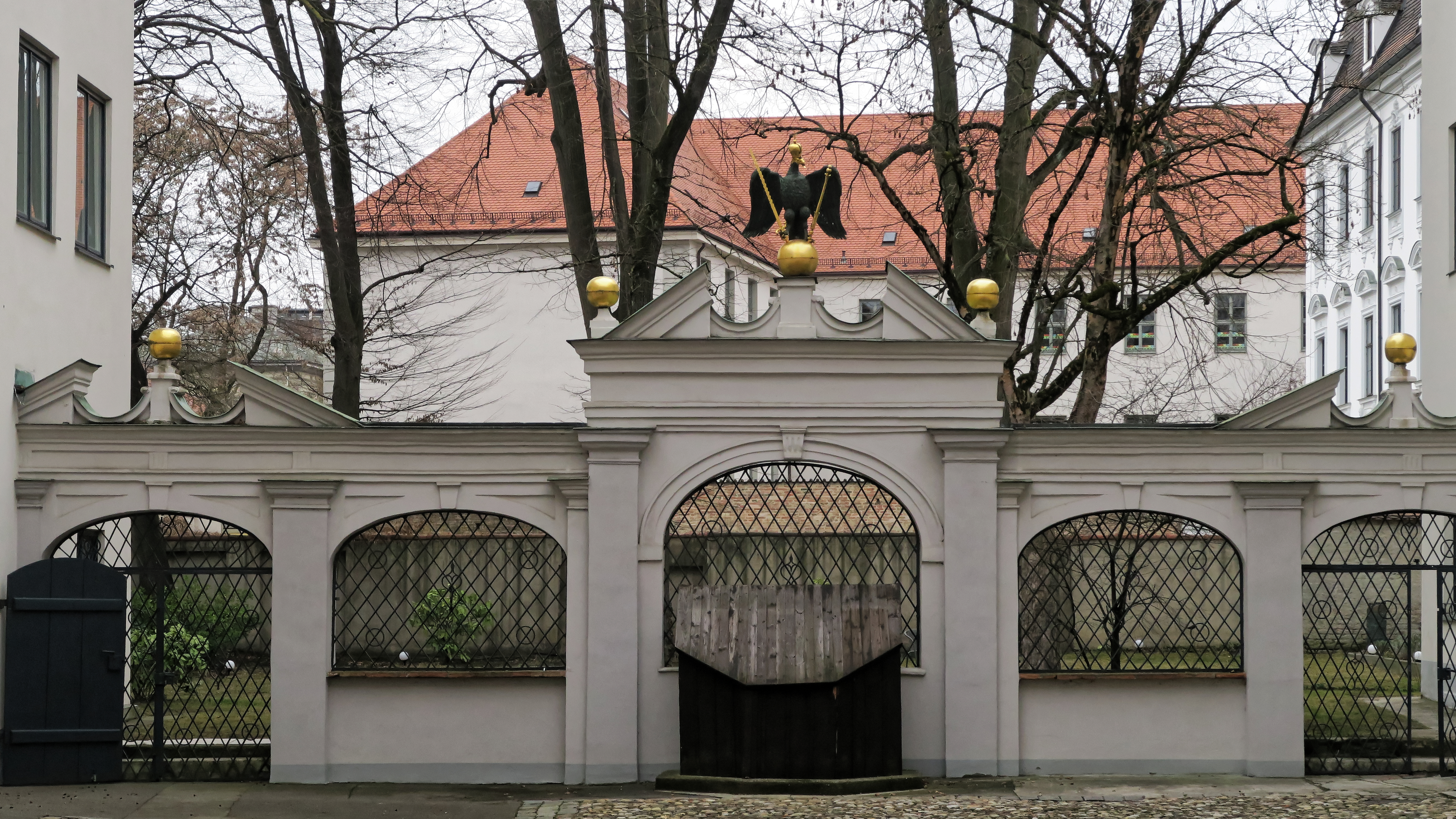
Blick auf die Arkadenwand von Elias Holl im Wirtschaftshof

Bei dem Haus handelt es sich von der Maximilianstraße aus betrachtet um einen viergeschossigen Traufseitbau mit Satteldach. Die zurückhaltend gegliederte Putzfassade an der Maximilianstraße entstand zu Beginn des 19. Jahrhunderts und wird durch zwei eher flache Erker und ein etwas außermittig gelegenes, korbbogiges Portal gegliedert. Ein Kupferstich aus dem Jahr 1770 zeigt die Fassade noch mit einer spätbarocken Fassade mit Hang zum Klassizismus. Verschlossen wird das Portal durch ein zweiflügliges Tor mit eingestellter Türe und einem darüber angeordneten, zweigeteilten Fenster.
Durch das Tor gelangt man von der Maximilianstraße aus in eine Durchfahrt, deren Boden mit Holzbohlen ausgelegt ist. Die Durchfahrt erschließt sowohl den Wirtschaftshof als auch das dreiläufige Treppenhaus mit seinen intarsierten Podesten und Terrazzoböden. Über dem Treppenhaus befindet ein 1764 entstandenes Deckenfresko, das vom letzten Augsburger Akademiedirektor Johann Joseph Anton Huber stammt. Das Fresko wurde 1934 von Otto Michael Schmitt und 1970 ein weiteres Mal restauriert. Zu sehen ist in einer Scheinkuppel der Sturz Phaetons und die Trauer der Heliaden.
Westlich des Traufseitbaus schließen sich zwei Abseiten an, die ehemals als Lager- und Gesinderäume genutzt wurden und ursprünglich unterschiedlich lang waren. Durch die Einwirkung von Bomben im Zweiten Weltkrieg wurde ein Teil der nördlichen Abseite zerstört und anschließend nicht mehr wiederaufgebaut. Der Raum zwischen den Abseiten teilt sich in einen Wirtschaftshof und einem dahinter liegenden Garten. Der Wirtschaftshof ist größtenteils mit Lechkieseln gepflastert und wird durch eine reich verzierte, fünfbogige Arkadenwand vom Garten mit altem Baumbestand abgetrennt. Die Arkadenwand stammt von Elias Holl und wurde um 1620 errichtet. Sie wird bekrönt durch einen auf einer goldenen Kugel sitzenden Reichsadler, wie er seinerzeit auf mehreren öffentlichen Gebäuden in Augsburg zu finden war. Mittig von der Wand steht zudem ein für Bürgerhäuser typischer Hofbrunnen.

## Geschichte
Ursprünglich bestand das Höhmannhaus aus zwei getrennten Gebäuden, die im Kern bis auf das 16. Jahrhundert zurückgehen und im 17. Jahrhundert zu einem Anwesen vereinigt wurden. Aufgrund der repräsentativen Lage wies das Haus eine ganze Reihe von wohlhabenden Eigentümern auf. Eine Urkunde aus dem 16. Jahrhundert nennt zunächst Ulrich Herwarth als Eigentümer. Es folgten ab 1580 mehrere Mitglieder der Familie Christel. 1625 übernahm Hieronymus Fugger das Anwesen. Anschließend gehörte es ab 1656 dem Hofsilber-Handelsmann Arnold Schanternell sowie ab 1706 Elias Matthäus Miller. Ein Jahr darauf zog Friedrich Magnus zu Castell-Remlingen zusammen mit seiner Geliebten und späteren Ehefrau Maria Anna Augusta Fatma dort ein. Mangels Bürgerrecht erwarb aber nicht er, sondern der  Strohmann Heinrich Maurmann das Haus im Jahr 1709, wie Grundbuchauszüge verraten.  Auf testamentarischen Wunsch fiel das Haus nach dem Tod des Grafen an seine Frau, die Augsburg jedoch 1724 verließ.
1768 verkauften Joseph von Kuen und Agatha Dorothea von Ruffin einen Teil des Hauses an Benedikt Adam Liebert von Liebenhofen. Den anderen Teil bekam Leonhard Franz Ducrue. Dieser wiederum reichte es noch im gleichen Jahr an den Bankier Ignatz Ducrue weiter. Christoph von Frölich übernahm 1827 das Haus. 1855 folgte Albert von Frölich sowie Graf Alexander Guiot Du Ponteil, der in die Familie Frölich eingeheiratet hatte. Später ist Oskar von Frölich als Eigentümer aufgeführt. Ihm kaufte die Hansabank 1922 das Haus ab. Teile des Hauses wurden fortan von der Bank als Geschäftsräume genutzt, die übrigen Wohnungen wurden vermietet. Schließlich kauften Hans Höhmann und seine Frau Anna das Haus und richteten hier ab 1936 eine Augenheilanstalt ein. Bei den Luftangriffen auf die Augsburger Innenstadt im Februar 1944 erlitt die nördliche Abseite schwere Schäden und wurde nach dem Zweiten Weltkrieg nur teilweise wieder aufgebaut. Die Bomben zerstörten auch die Hauskapelle mit ihrer ebenfalls von Johann Joseph Anton Huber geschaffenen Ausstattung.
Nach dem Tod von Ruth Höhmann, der einzigen Tochter von Hans und Anna Hörmann, ging das Haus auf testamentarischen Wunsch 2004 an die Stadt Augsburg über.